# Schloss Wittringen

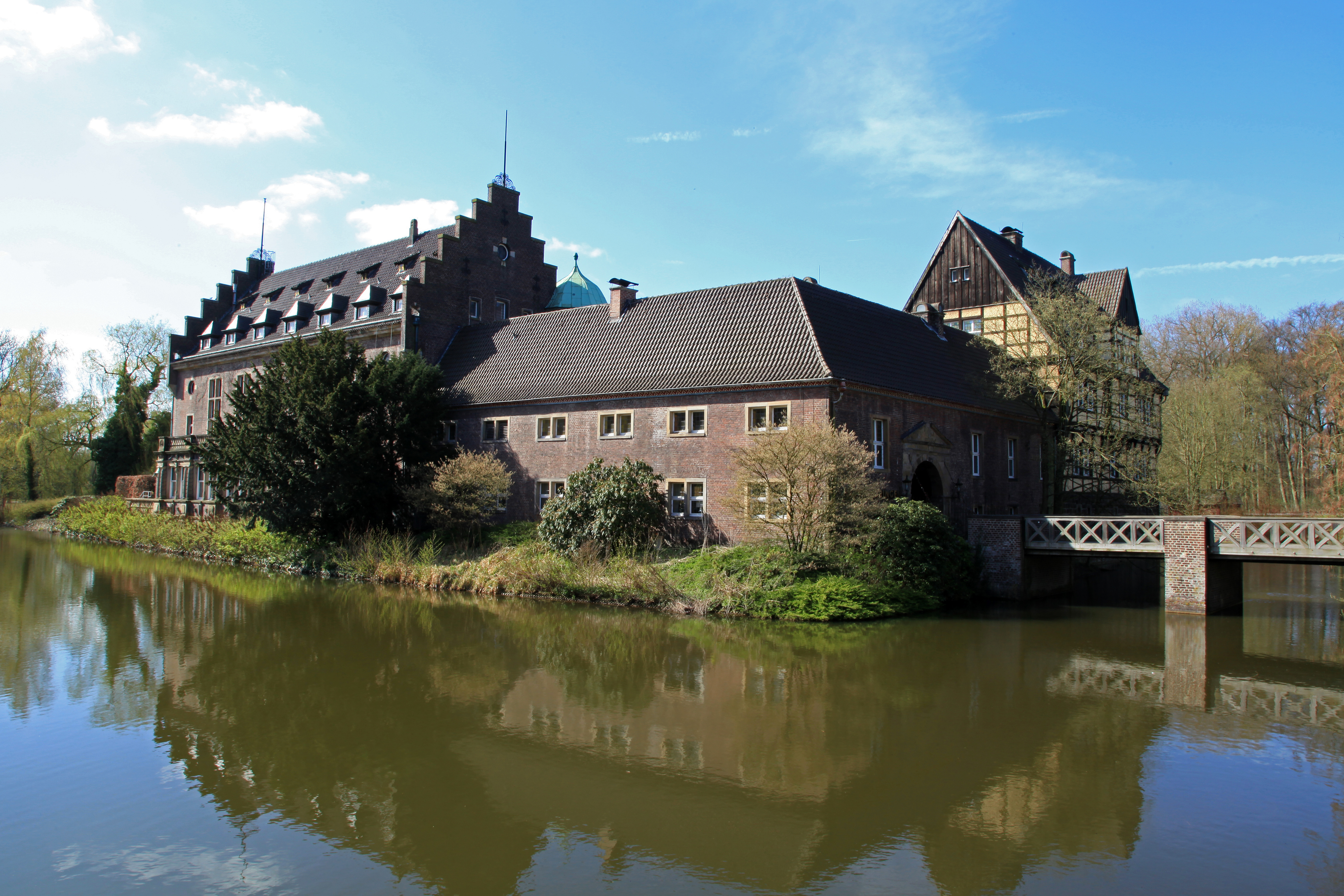
Die Schlossanlage von Norden (2013)

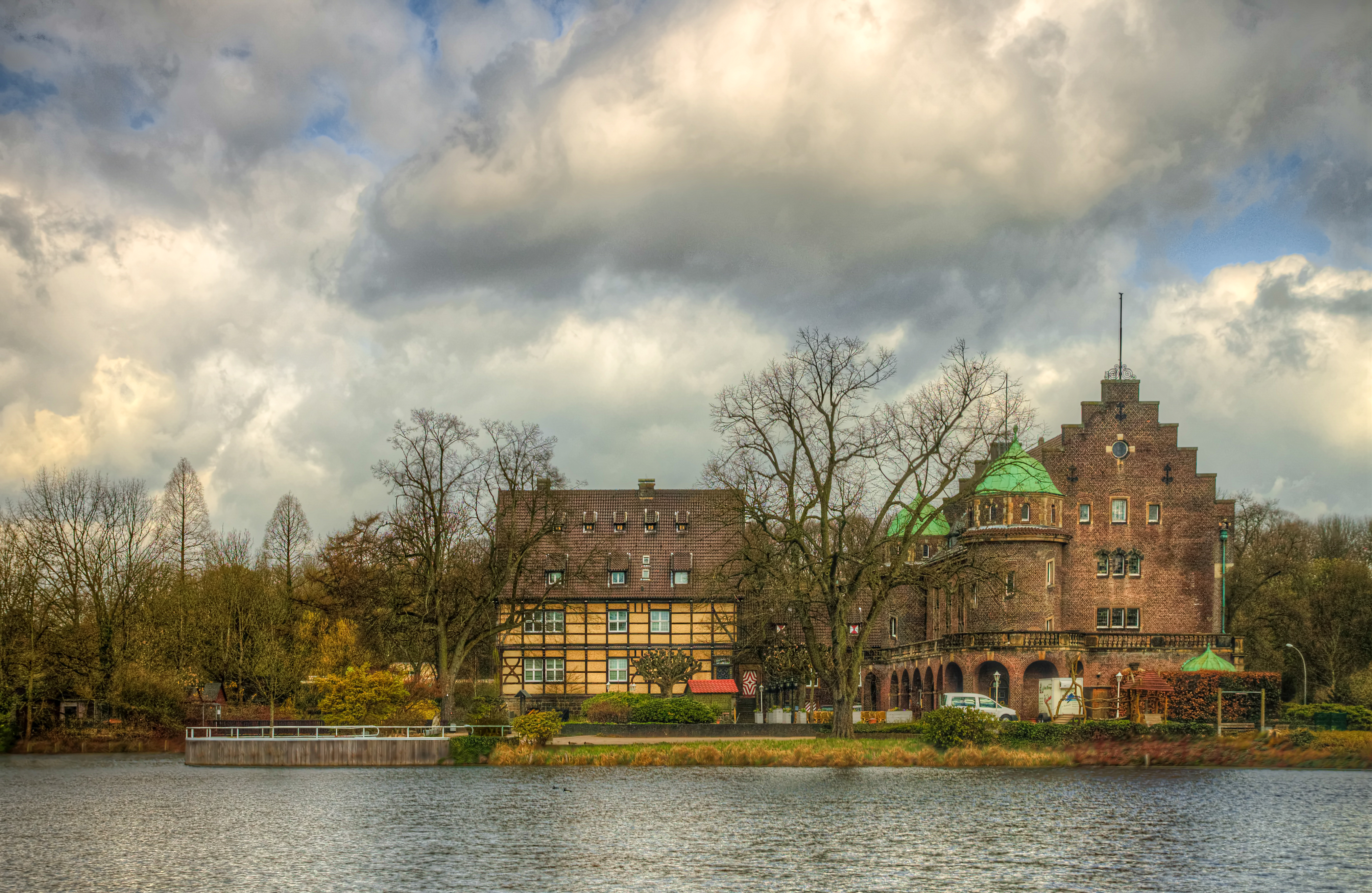
Gesamte Schlossanlage Seeseite

Das Schloss Wittringen, auch Haus Wittringen genannt, ist ein Wasserschloss in der nordrhein-westfälischen Stadt Gladbeck am südwestlichen Rand der Freizeitstätte Wittringen. Seine Wurzeln reichen bis in das 13. Jahrhundert zurück.
Der einst landtagsfähige Rittersitz des Vests Recklinghausen sah im Laufe seiner Geschichte viele verschiedene Besitzer, unter anderem die Familien von Brabeck, von Oeffte und von Vittinghoff-Schell. Heute ist die Anlage in städtischem Besitz und beheimatet ein Museum sowie ein Restaurant. Seit 1984 steht sie unter Denkmalschutz.

## Beschreibung

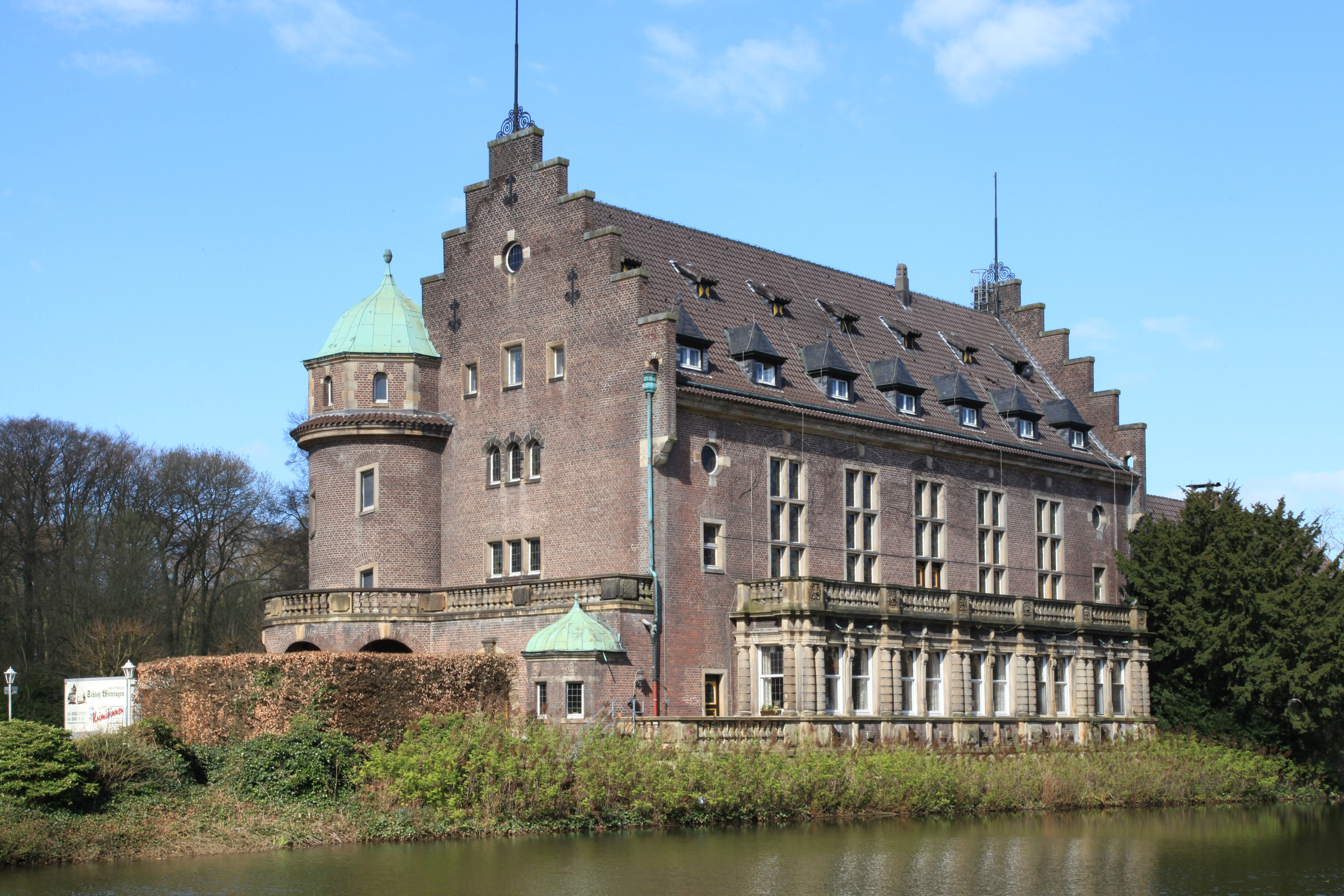
Das Hauptgebäude (2013)

Schloss Wittringen steht auf einer nahezu rechteckigen Schlossinsel, die über eine Brücke mit der westlich davon gelegenen, kleineren sogenannten Vogelinsel verbunden ist. Beide sind von einer gemeinsamen, breiten Gräfte umgeben, die sich im Süden zu einer Teichanlage vergrößert. Auf der Vogelinsel stand früher vermutlich eine befestigte Motte, die als Vorgängeranlage des heutigen Schlosses gesehen werden kann.
Auf der größeren der beiden Inseln, dem Standort der heutigen Schlossanlage, stand einst die Vorburg, eine Pfahlrost-Gründung, die von starken Wehrmauern umgeben war. Im Norden steht ein zweigeschossiges Fachwerkhaus mit ziegelgedeckten Satteldach. Es handelt sich dabei um das nach alten Unterlagen originalgetreu wiedererrichtete, ehemalige Herrenhaus. Ihm schließt sich östlich ein eingeschossiger Torbau aus dem Jahr 1706 an, zu dessen rundbogigem Portal mit Hausteinfassung eine rekonstruierte Zugbrücke führt. Über seinem Torbogen findet sich in einem Dreiecksgiebel ein Wappenstein. Im Inneren befand sich im Jahr 1850 noch eine Schlosskapelle mit einem kleinen tragbaren Hausaltar, den die Eigentümerfamilie Anfang des 20. Jahrhunderts nach Schloss Kalbeck bei Goch verbringen ließ. Sowohl das Fachwerkgebäude als auch der Torbau stehen auf den Fundamenten von mittelalterlichen Vorgängerbauten.
An der Ostseite der Insel steht das im Stil des Historismus gehaltene Hauptgebäude aus Backstein mit zwei wuchtigen Rundtürmen an den westlichen Ecken. Es handelt sich bei ihm um eine Neuschöpfung aus der ersten Hälfte des 20. Jahrhunderts. Besonders bemerkenswert sind sein hofseitiger Bogengang im Erdgeschoss, die historisierenden Staffelgiebel sowie die langgezogene Balustrade im ersten Geschoss.

## Geschichte

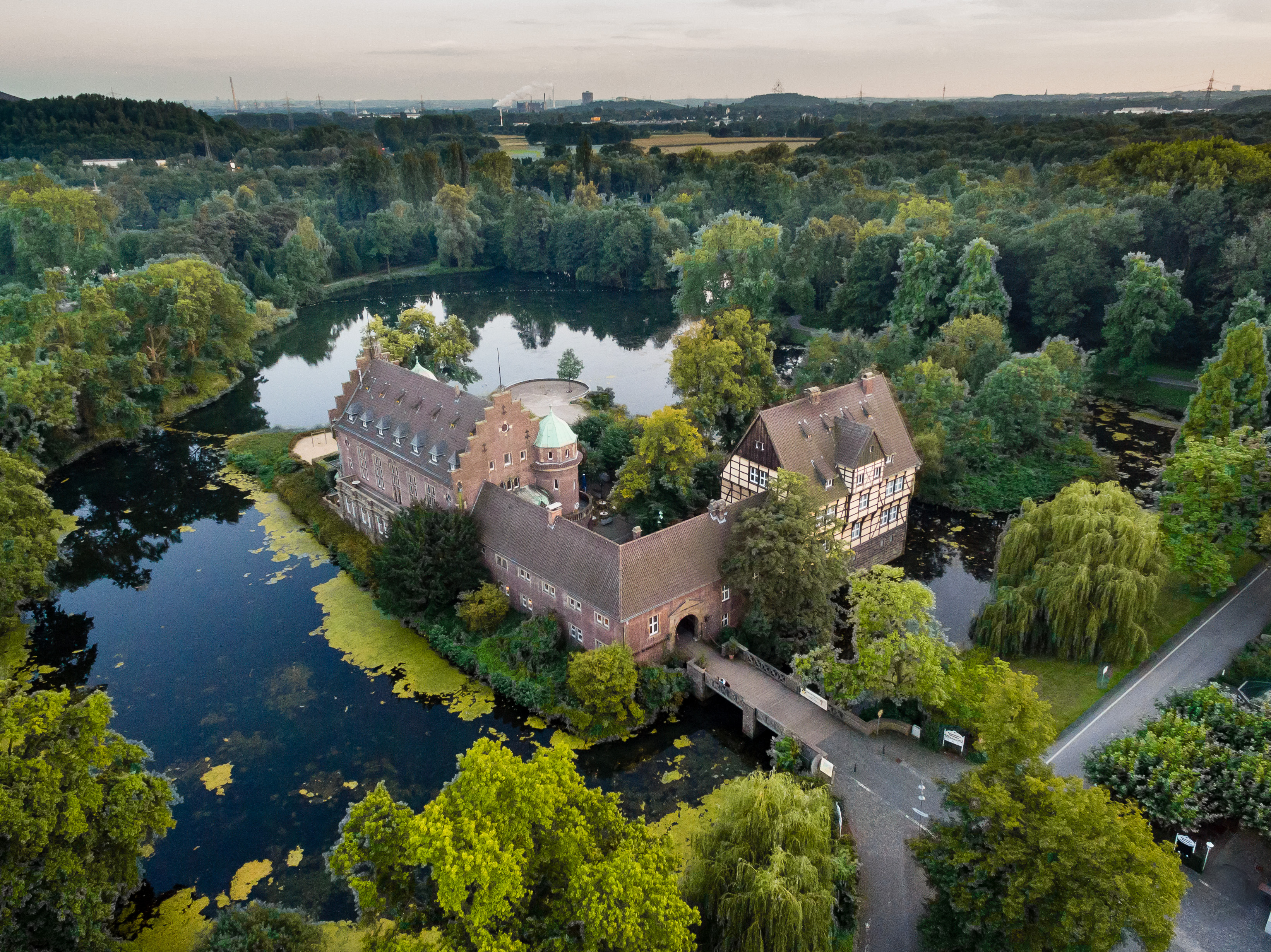
Luftaufnahme des Wasserschlosses Wittringen (2015)

Die erste Erwähnung einer Adelsfamilie, die sich „von Wittringen“ nannte, findet sich in einer Urkunde aus dem Jahr 1263, die einen Ritter namens Ludolfus de Witteringe nennt. Dieser gilt als der wahrscheinliche Erbauer der einstigen Burg, deren Entstehungszeit allerdings nicht zu datieren ist. Ludolfus de Witteringe entstammte als Sohn seines Vaters Gerhard dem Geschlecht derer von Horst, das aus der Herrlichkeit Horst im Emscherbruch stammte. Am 25. August 1337 trug Ludolfus’ Enkel Philipp von Wittringen sein Haus dem Klever Grafen Dietrich zu Lehen auf und stellt es ihm als Offenhaus zur Verfügung. Da Philipp keine Söhne hatte, kam das Anwesen durch Heirat an Heinrich von Brachtbecke, der 1394 als Aufsitzer der Burg urkundlich erwähnt wird. Die Brabecker nahmen später den Namen ihres neuen Besitzes an und nannten sich nur noch „von Wittringen“. Die drei Wolfsangeln aus dem Brabecker Familienwappen wurden 1919 in die linke Flanke des Gladbecker Stadtwappens aufgenommen.
Im Jahre 1438 wurde Ernst von Oeffte, ein Schwiegersohn Heinrichs von Wittringen, durch Herzog Adolf von Kleve mit einer Hälfte von Wittringen belehnt. Die andere Hälfte ging an Heinrichs Bruder Roseyr, der seinen Anteil 1447 an Dietrich von Westrem veräußertes. Dietrichs Enkel Rutger verkaufte später wiederum an Konstantin von Oeffte, der damit alleiniger Besitzer von Wittringen wurde, weil er auch schon die andere Hälfte besaß. Die Burg blieb jedoch nur rund 20 Jahre im Familienbesitz, denn 1540 schenkte sie Dirk von Oeffte dem Ritter Jakob von Capellen aus dem Adelsgeschlecht derer von der Capellen anlässlich dessen Verlobung mit Dirks Tochter. Er forderte dieses Geschenk auch nicht zurück, als seine Tochter gegen seinen Willen einen anderen Mann heiratete, und so blieb das Haus bis 1697 Capellen’scher Besitz.
Der Dreißigjährige Krieg ging an Wittringen nicht spurlos vorüber: 1642 wurde es von hessischen Söldnern gebrandschatzt und völlig zerstört. Die Anlage wurde aber anschließend um 1650 wieder aufgebaut. Dabei entstand das zweistöckige Herrenhaus an der Westseite der Vorburginsel. Ab 1761 gehörte ein neu errichtetes Pächterhaus zum Baubestand, das nach alten Urkunden auch „Brawhaus“ genannt wurde. Das Herrenhaus diente derweil dem Rentmeister als Wohnung.

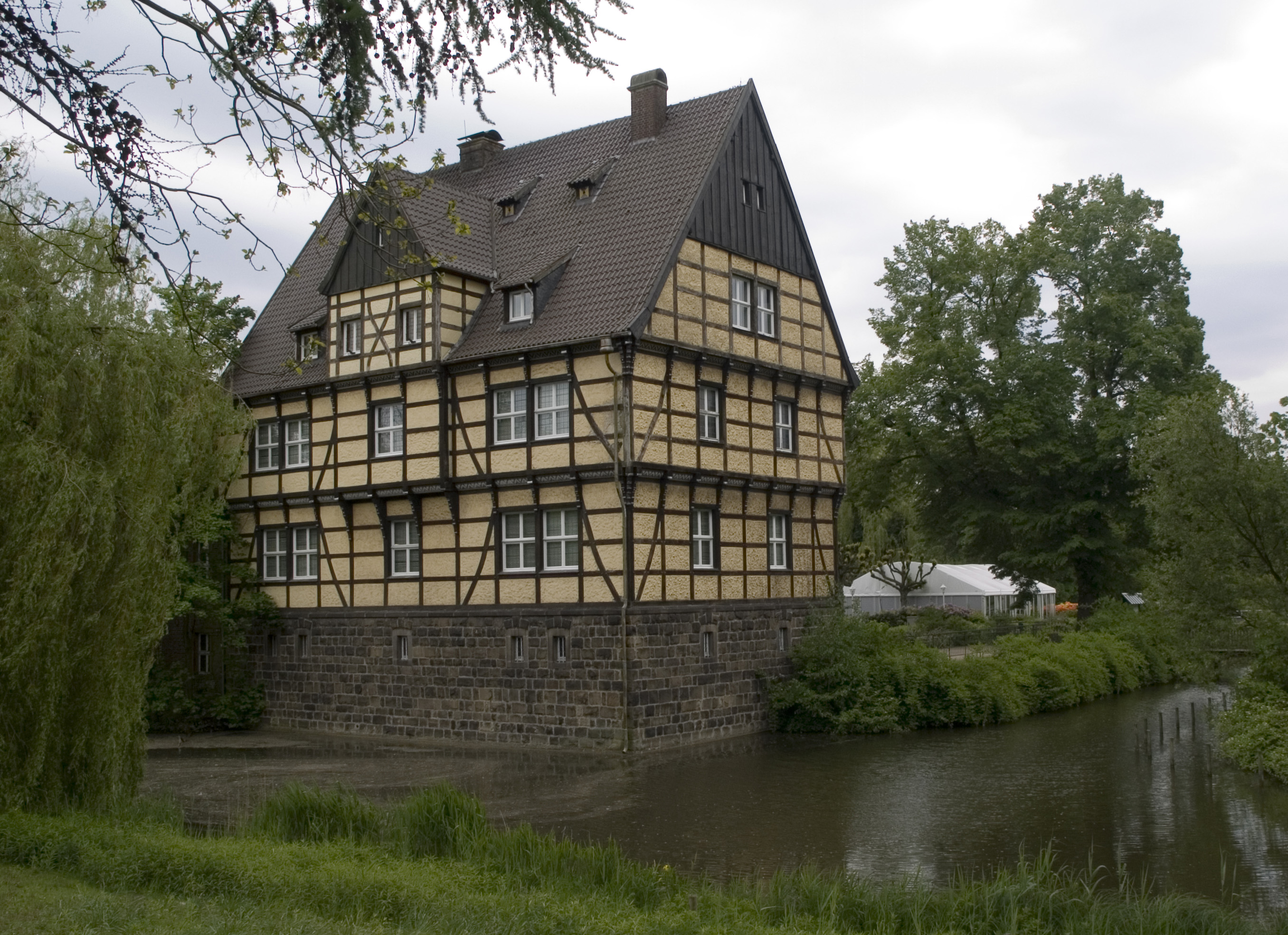
Fachwerkbau, ehemaliges Herrenhaus (2012)

1697 kam Wittringen in den Besitz des Freiherrn Johann Arnold von Vittinghoff genannt Schell zu Schellenberg. Er ließ die Anlage nach 1703 verändern und neue Gebäude errichten. 1922 veräußerte sein Nachfahre Friedrich August von Vittinghof-Schell die Anlage samt 450 Morgen umliegender Ländereien und Waldbesitz für 3,75 Millionen Mark an die Stadt Gladbeck, die das Anwesen in den 1920er Jahren grundlegend sanieren ließ. Im Zuge der Arbeiten wurde das Herrenhaus niedergelegt und nach alten Plänen aus dem Archiv des Schlosses Hugenpoet originalgetreu wiedererrichtet. Die Stuckdecken im Gebäude wurden dazu in Gips abgeformt, um im Neubau in der ursprünglichen Form wieder angebracht zu werden. Bei den Bauarbeiten blieben von der alten Bausubstanz nur der Schlossbrunnen, die alte Küche und ein Kamin erhalten. Das ehemalige Pächterhaus wurde ebenso niedergerissen wie die alte Scheune an der Ostseite der Anlage, um Platz zu schaffen für das heutige Hauptgebäude im Stil der niederrheinischen Renaissance.
Das Fachwerkgebäude beherbergt seit 1928 das Museum der Stadt Gladbeck mit naturkundlichen, bergbau- und stadtgeschichtlichen Sammlungen. Im Hauptgebäude hat ein Restaurant Platz gefunden. Gleichzeitig befindet sich dort ein Trauzimmer des Gladbecker Standesamts.
Die Vogelinsel eröffnete nach Total-Umbau im Jahr 2005 wieder ihre Pforten und zeigt Papageienvögel sowie andere Exoten. Ein dem Herrenhaus im Südwesten anschließender Fachwerkbau von 1950 mit einem kleinen Schau-Aquarium war zuvor 2004 abgerissen worden.